# Campeonato Mundial de Atletismo de 2022 - 400 m com barreiras masculino
A competição dos 400 metros com barreiras masculino no Campeonato Mundial de Atletismo de 2022 foi realizada no estádio Hayward Field, em Eugene, nos Estados Unidos, entre os dias 16 a 19 de julho de 2022.

## Recordes
Antes da competição, os recordes eram os seguintes:
| Recorde mundial                               | Karsten Warholm (NOR)   | 45.94 | Tóquio, Japão           | 3 de agosto de 2021  |
| Recorde do campeonato                         | Kevin Young (USA)       | 47.18 | Estugarda, Alemanha     | 19 de agosto de 1993 |
| Melhor marca do ano                           | Alison dos Santos (BRA) | 46.80 | Estocolmo, Suécia       | 30 de junho de 2022  |
| Recorde da África                             | Samuel Matete (ZAM)     | 47.10 | Zurique, Suíça          | 7 de agosto de 1991  |
| Recorde da Ásia                               | Abderrahman Samba (QAT) | 46.98 | Paris, França           | 30 de junho de 2018  |
| Recorde da América do Norte, Central e Caribe | Rai Benjamin (USA)      | 46.17 | Tóquio, Japão           | 3 de agosto de 2021  |
| Recorde da América do Sul                     | Alison dos Santos (BRA) | 46.72 | Tóquio, Japão           | 3 de agosto de 2021  |
| Recorde da Europa                             | Karsten Warholm (NOR)   | 45.94 | Tóquio, Japão           | 3 de agosto de 2021  |
| Recorde da Oceania                            | Rohan Robinson (AUS)    | 48.28 | Atlanta. Estados Unidos | 31 de julho de 1996  |

Os seguintes recordes mundiais ou olímpicos foram estabelecidos durante esta competição:
| Data        | Evento | Atleta                  | Tempo | Notas |
| ----------- | ------ | ----------------------- | ----- | ----- |
| 19 de julho | Final  | Alison dos Santos (BRA) | 46.29 | ,     |

## Medalhistas
| Ouro                    | Prata              | Bronze               |
| Alison dos Santos (BRA) | Rai Benjamin (USA) | Trevor Bassitt (USA) |

## Tempo de qualificação
| Tempo de qualificação. |
| ---------------------- |
| 48.90                  |

## Calendário
| Data        | Horário | Fase          |
| ----------- | ------- | ------------- |
| 16 de julho | 13:20   | Eliminatórias |
| 17 de julho | 18:03   | Semifinais    |
| 19 de julho | 19:50   | Final         |

Todos os horários estão no horário local (UTC-7)

## Resultados

### Eliminatórias
Qualificação: Os quatro primeiros de cada bateria (Q) e os quatro melhores tempos (q) das eliminatórias. 

| Pos. | Bateria | Atleta                  | Nacionalidade            | Tempo | Notas |
| ---- | ------- | ----------------------- | ------------------------ | ----- | ----- |
| 1    | 5       | Khallifah Rosser        | Estados Unidos           | 48.62 | Q     |
| 2    | 4       | Rasmus Mägi             | Estónia                  | 48.78 | Q     |
| 3    | 1       | Rai Benjamin            | Estados Unidos           | 49.06 | Q     |
| 4    | 4       | Thomas Barr             | Irlanda                  | 49.15 | Q,    |
| 5    | 4       | Gerald Drummond         | Costa Rica               | 49.16 | Q     |
| 6    | 4       | Trevor Bassitt          | Estados Unidos           | 49.17 | Q     |
| 7    | 3       | Karsten Warholm         | Noruega                  | 49.34 | Q,    |
| 8    | 4       | Alastair Chalmers       | Grã-Bretanha             | 49.37 | q     |
| 9    | 2       | Alison dos Santos       | Brasil                   | 49.41 | Q     |
| 10   | 2       | Kemar Mowatt            | Jamaica                  | 49.44 | Q     |
| 11   | 4       | Shawn Rowe              | Jamaica                  | 49.51 | q     |
| 12   | 1       | Abdelmalik Lahoulou     | Argélia                  | 49.58 | Q     |
| 13   | 2       | Wilfried Happio         | França                   | 49.60 | Q     |
| 14   | 5       | Ramsey Angela           | Países Baixos            | 49.62 | Q     |
| 15   | 5       | Carl Bengtström         | Suécia                   | 49.64 | Q     |
| 15   | 1       | Ezekiel Nathaniel       | Nigéria                  | 49.64 | Q     |
| 17   | 2       | Nick Smidt              | Países Baixos            | 49.80 | Q     |
| 18   | 3       | Julien Watrin           | Bélgica                  | 49.83 | Q     |
| 19   | 4       | Yasmani Copello         | Turquia                  | 49.83 | q     |
| 20   | 5       | Kyron McMaster          | Ilhas Virgens Britânicas | 49.98 | Q     |
| 21   | 1       | Kazuki Kurokawa         | Japão                    | 50.02 | Q     |
| 22   | 3       | Jaheel Hyde             | Jamaica                  | 50.03 | Q     |
| 23   | 2       | Sokwakhana Zazini       | África do Sul            | 50.09 | q     |
| 24   | 5       | Mario Lambrughi         | Itália                   | 50.18 |       |
| 25   | 5       | Pablo Andrés Ibáñez     | El Salvador              | 50.18 |       |
| 26   | 3       | Moitalel Naadokila      | Quênia                   | 50.19 | Q     |
| 27   | 1       | Chen Chieh              | Taipé Chinesa            | 50.28 |       |
| 28   | 3       | Julien Bonvin           | Suíça                    | 50.40 |       |
| 29   | 2       | Takayuki Kishimoto      | Japão                    | 50.66 |       |
| 30   | 5       | Vít Müller              | Chéquia                  | 50.71 |       |
| 31   | 2       | Jabir Madari Palliyalil | Índia                    | 50.76 |       |
| 32   | 1       | Chris McAlister         | Grã-Bretanha             | 51.55 |       |
| 33   | 4       | Mahau Suguimati         | Brasil                   | 52.43 |       |
| 34   | 3       | Ned Azemia              | Seicheles                | 53.07 |       |
| 35   | 3       | Juander Santos          | República Dominicana     | 58.80 |       |
| 98   | 1       | Jordin Andrade          | Cabo Verde               | DNF   |       |
| 99   | 1       | Dany Brand              | Suíça                    | DNS   |       |

### Semifinais
Qualificação: Os dois primeiros de cada bateria (Q) e os dois melhores tempos (q) das semifinais.
| Pos. | Bateria | Atleta              | Nacionalidade            | Tempo | Notas |
| ---- | ------- | ------------------- | ------------------------ | ----- | ----- |
| 1    | 2       | Alison dos Santos   | Brasil                   | 47.85 | Q     |
| 2    | 3       | Karsten Warholm     | Noruega                  | 48.00 | Q,    |
| 3    | 3       | Wilfried Happio     | França                   | 48.14 | Q,    |
| 4    | 2       | Trevor Bassitt      | Estados Unidos           | 48.17 | Q     |
| 5    | 3       | Khallifah Rosser    | Estados Unidos           | 48.34 | q     |
| 6    | 2       | Rasmus Mägi         | Estónia                  | 48.40 | q     |
| 7    | 1       | Rai Benjamin        | Estados Unidos           | 48.44 | Q     |
| 8    | 3       | Kemar Mowatt        | Jamaica                  | 48.59 |       |
| 9    | 2       | Carl Bengtström     | Suécia                   | 48.75 |       |
| 10   | 2       | Abdelmalik Lahoulou | Argélia                  | 48.90 |       |
| 11   | 1       | Jaheel Hyde         | Jamaica                  | 49.09 | Q     |
| 12   | 2       | Moitalel Naadokila  | Quênia                   | 49.34 |       |
| 13   | 2       | Gerald Drummond     | Costa Rica               | 49.37 |       |
| 14   | 1       | Julien Watrin       | Bélgica                  | 49.52 |       |
| 15   | 3       | Nick Smidt          | Países Baixos            | 49.56 |       |
| 16   | 3       | Kazuki Kurokawa     | Japão                    | 49.69 |       |
| 17   | 1       | Ramsey Angela       | Países Baixos            | 49.77 |       |
| 18   | 2       | Shawn Rowe          | Jamaica                  | 49.80 |       |
| 19   | 1       | Thomas Barr         | Irlanda                  | 50.08 |       |
| 20   | 3       | Sokwakhana Zazini   | África do Sul            | 50.22 |       |
| 21   | 1       | Alastair Chalmers   | Grã-Bretanha             | 50.54 |       |
| 22   | 1       | Yasmani Copello     | Turquia                  | 51.49 |       |
| 23   | 3       | Ezekiel Nathaniel   | Nigéria                  | 54.18 |       |
|      | 1       | Kyron McMaster      | Ilhas Virgens Britânicas | DNS   |       |

### Final
A final ocorreu dia 19 de julho às 19:50.
| Pos.              | Atleta            | Nacionalidade  | Tempo | Notas                |
| ----------------- | ----------------- | -------------- | ----- | -------------------- |
| Medalha de ouro   | Alison dos Santos | Brasil         | 46.29 | ,                    |
| Medalha de prata  | Rai Benjamin      | Estados Unidos | 46.89 | Recorde da temporada |
| Medalha de bronze | Trevor Bassitt    | Estados Unidos | 47.39 | Recorde pessoal      |
| 4                 | Wilfried Happio   | França         | 47.41 | Recorde pessoal      |
| 5                 | Khallifah Rosser  | Estados Unidos | 47.88 |                      |
| 6                 | Jaheel Hyde       | Jamaica        | 48.03 | Recorde pessoal      |
| 7                 | Karsten Warholm   | Noruega        | 48.42 |                      |
| 8                 | Rasmus Mägi       | Estónia        | 48.92 |                      |

Legenda
| Recorde mundial       | Recorde mundial (World record)               |                       | Recorde africano                      | Recorde africano (African) |                                           | Q | Classificado por posição (Qualified) |
| Recorde do campeonato | Recorde do campeonato (Championship record)  | Recorde da América    | Recorde da América (Americas)         | q                          | Classificado por melhor tempo (Qualified) |   |                                      |
| Melhor marca do ano   | Melhor marca do ano (World leading)          | Recorde asiático      | Recorde asiático (Asian)              | DNS                        | Não largou (Did not start)                |   |                                      |
| Recorde nacional      | Recorde nacional (National record)           | Recorde europeu       | Recorde europeu (European)            | DNF                        | Não terminou (Did not finish)             |   |                                      |
| Recorde pessoal       | Recorde pessoal do atleta (Personal best)    | Recorde da Oceania    | Recorde da Oceania (Oceania)          | DSQ / DQ                   | Desclassificado (Disqualified)            |   |                                      |
| Recorde da temporada  | Recorde da temporada do atleta (Season best) | Recorde sul-americano | Recorde sul-americano (South America) | NM                         | Sem marca (No mark)                       |   |                                      |